# Station Quévy
Station Quévy is een spoorwegstation langs spoorlijn 96 (Brussel-Zuid - Bergen - Quévy) in Aulnois, nu een deelgemeente van Quévy. Het station is het laatste station op spoorlijn 96 vóór de Franse grens. In Frankrijk loopt de spoorlijn verder naar Parijs.
Hoewel het station in de toenmalige gemeente Aulnois (nu deelgemeente van Quévy) ligt, heeft de NMBS het station "Quévy" genoemd om verwarring met het nabijgelegen Franse Aulnoye met station Aulnoye-Aymeries aan dezelfde spoorlijn te vermijden. Om het nog ingewikkelder te maken, heet de bushalte van de TEC bij dit station: "Gare Aulnois".
Het grote vervallen station was ooit een belangrijk grensstation waar de treinen tussen Brussel en Parijs stopten, enerzijds voor de grenscontrole, anderzijds voor een locomotiefwissel. Boven spoor 1 en 2 en een aantal goederensporen kon de spanning omgeschakeld worden tussen het Belgische voltage (3000 V gelijkstroom) en het Franse (25 kV wisselstroom). Anno 2019 zijn er drie doodlopende perronsporen met 3000 V en twee doorlopende sporen met 25 kV, waarvan één langs een perron; de goederensporen zijn buiten gebruik gesteld. Enige honderden meters ten noorden van het station is een spanningssluis. Er zijn geen loketten meer in het station.
Tussen december 2018 en december 2022 was het reizigersvervoer tussen Quévy-Grens en Feignies opnieuw hervat. Er reed een InterCity vanuit Bergen die de klassieke spoorlijnen volgde om Aulnoye-Aymeries te bereiken; deze stopte echter niet in Quévy. In Aulnoye kon er overgestapt worden op een Franse Intercité naar Parijs. Het was de bedoeling dat er een volwaardige InterCity zou gaan rijden tussen Bergen en Parijs, ter vervanging van de Thalys die deze steden verbond tot en met april 2015.
Sinds 13 december 2020 wordt het station opnieuw in het weekend bediend, door de L 29-trein Geraardsbergen - Quévy.

## Galerij

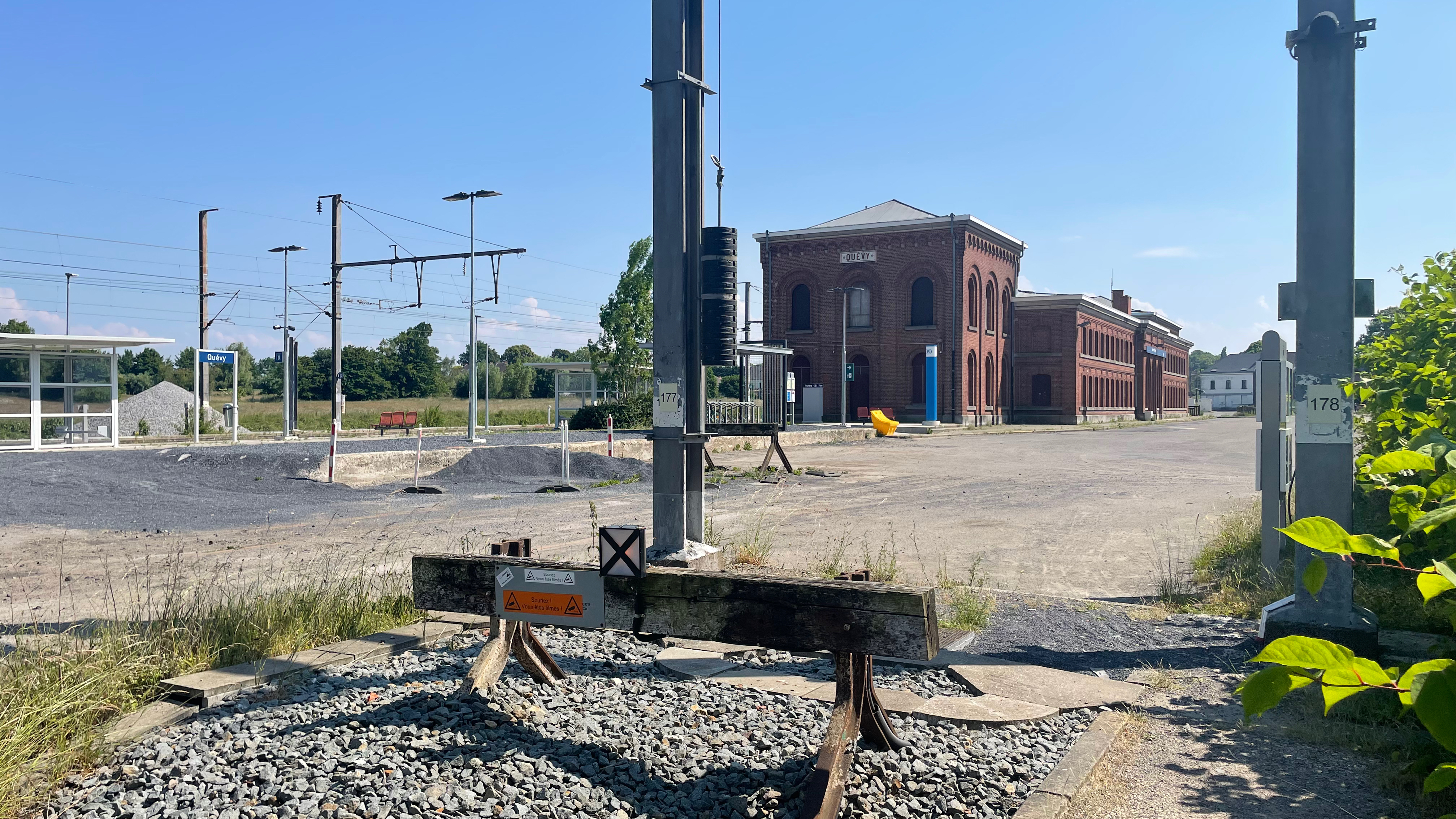
Het station
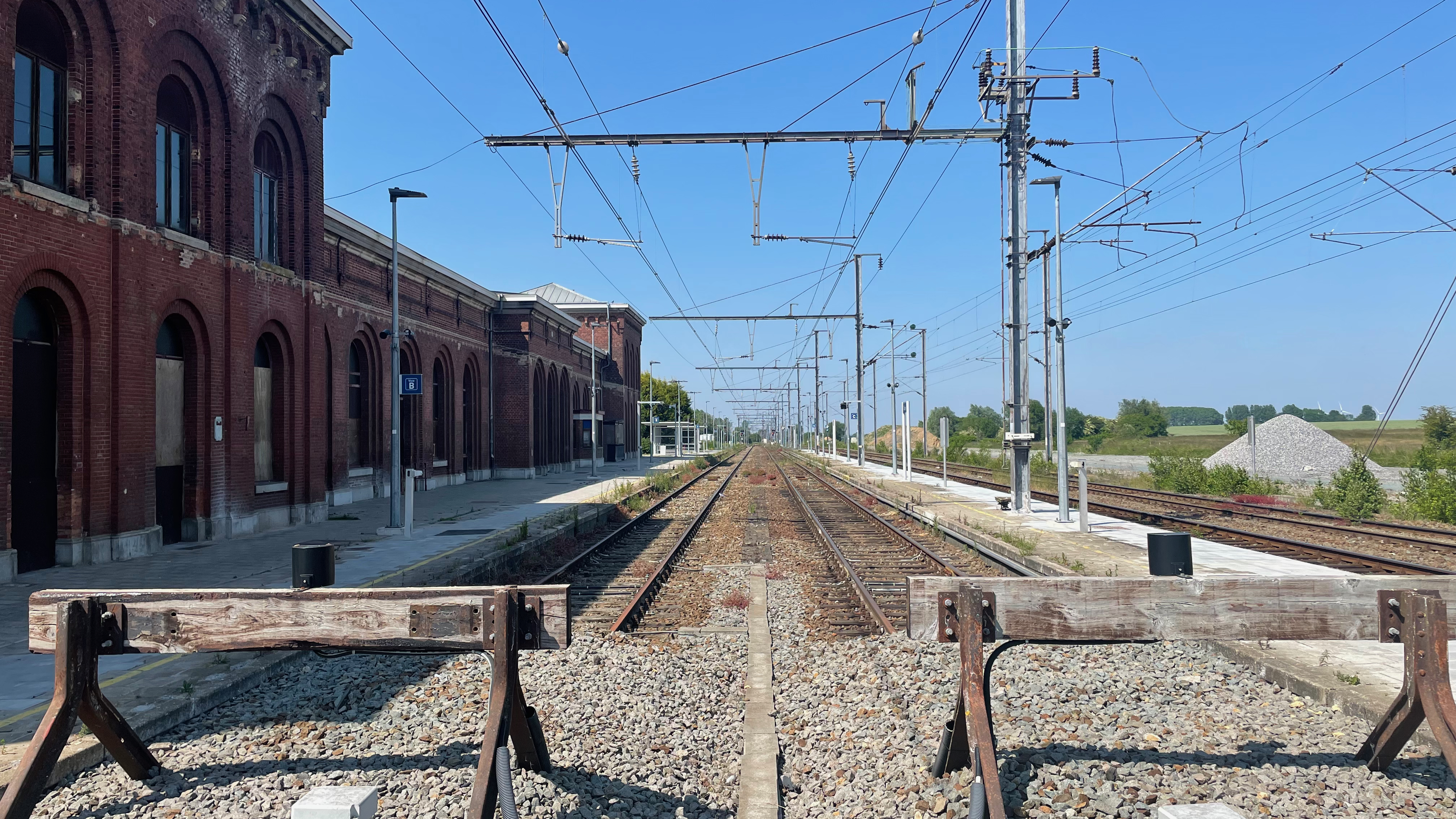
Einde sporen
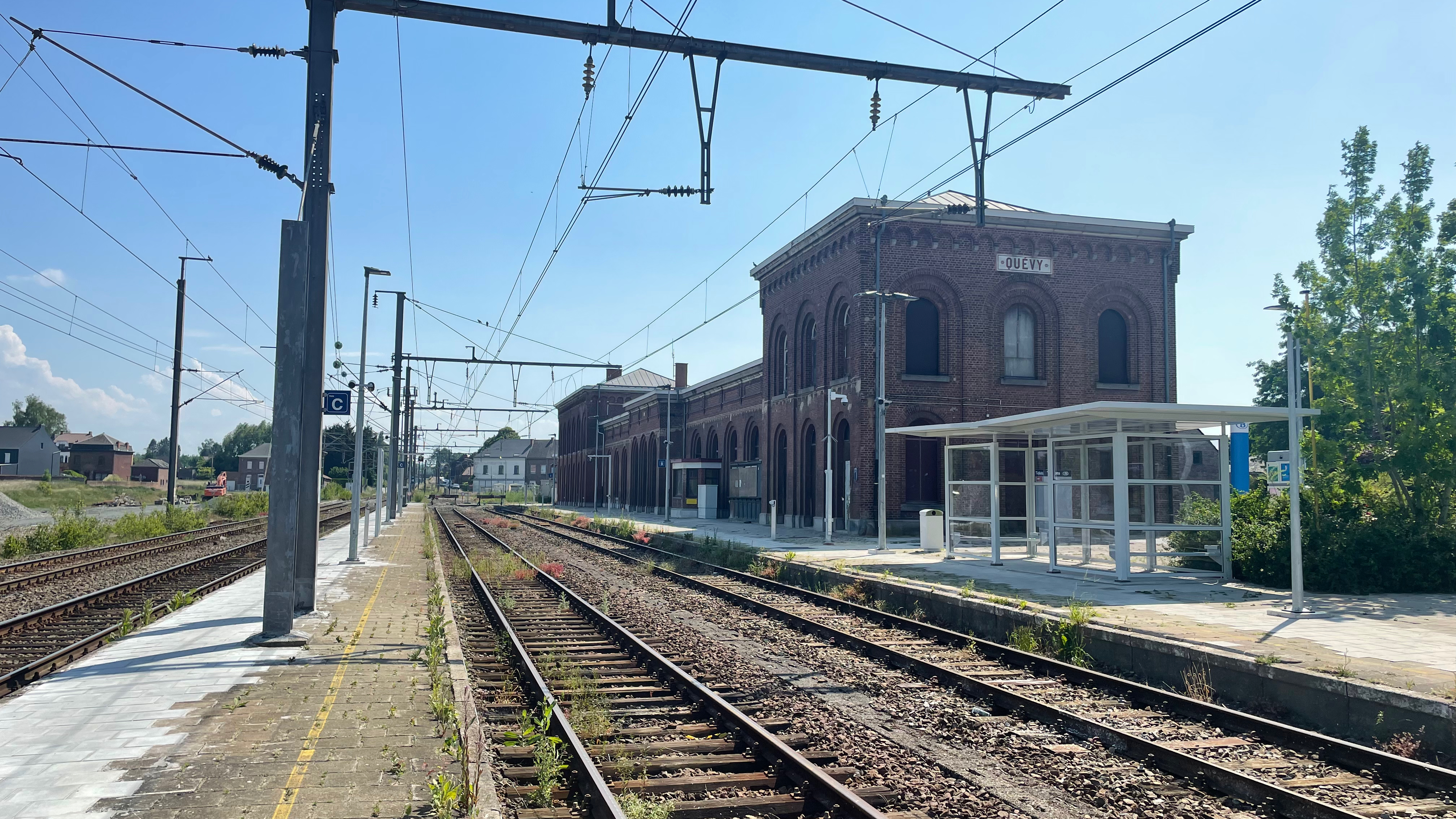
Zicht op het perron

## Treindienst
| Serie       | Treinsoort          | Route | Bijzonderheden                                                                      |
| ----------- | ------------------- | --- | ----------------------------------------------------------------------------------- |
| L 4650      | L-trein (NMBS)      | Quévy – Bergen – [ Doornik – Moeskroen ] / [ Quiévrain ]                                                                                     | Rijdt in het weekend tussen Bergen en Quiévrain.                                    |
| L 4850      | L-trein (NMBS)      | Geraardsbergen – Aat – Bergen – [ Doornik – Moeskroen ] / [ Quévy ]                                                                          | Rijdt op werkdagen Geraardsbergen-Moeskroen. Rijdt in weekends Geraardsbergen-Quèvy |
| P 7770/8770 | Piekuurtrein (NMBS) | [ Manage – [ Luttre ] / [ Bergen – Quévy ] / [ 's-Gravenbrakel ] ] / [ La Louvière-Zuid – [ Bergen ] / [ Luttre ] / [ Charleroi-Centraal ] ] | Rijdt alleen op werkdagen.                                                          |
| P 7880/8880 | Piekuurtrein (NMBS) | Quévy – Bergen | Rijdt alleen op werkdagen.                                                          |

## Reizigerstellingen
De grafiek en tabel geven het gemiddeld aantal instappende reizigers weer op een week-, zater- en zondag.
| Tabel: aantal instappende reizigers station Quévy | Tabel: aantal instappende reizigers station Quévy | Tabel: aantal instappende reizigers station Quévy | Tabel: aantal instappende reizigers station Quévy |
|                                                   | Weekdag                                           | Zaterdag                                          | Zondag                                            |
| ------------------------------------------------- | ------------------------------------------------- | ------------------------------------------------- | ------------------------------------------------- |
| 1977                                              | 317                                               | 109                                               | 60                                                |
| 1978                                              | 231                                               | 78                                                | 49                                                |
| 1979                                              | 327                                               | 98                                                | 71                                                |
| 1980                                              | 249                                               | 96                                                | 64                                                |
| 1981                                              | 259                                               | 98                                                | 71                                                |
| 1982                                              | 369                                               | 92                                                | 69                                                |
| 1983                                              | 355                                               | 94                                                | 60                                                |
| 1984                                              | 221                                               | 53                                                | 36                                                |
| 1985                                              | 277                                               | 50                                                | 46                                                |
| 1986                                              | 222                                               | 50                                                | 29                                                |
| 1987                                              | 215                                               | 52                                                | 39                                                |
| 1988                                              | 213                                               | -                                                 | -                                                 |
| 1989                                              | 208                                               | -                                                 | -                                                 |
| 1990                                              | 109                                               | -                                                 | -                                                 |
| 1991                                              | 181                                               | -                                                 | -                                                 |
| 1992                                              | 242                                               | -                                                 | -                                                 |
| 1993                                              | 254                                               | -                                                 | 1                                                 |
| 1994                                              | 251                                               | -                                                 | -                                                 |
| 1995                                              | 223                                               | -                                                 | -                                                 |
| 1996                                              | 255                                               | -                                                 | -                                                 |
| 1997                                              | 346                                               | -                                                 | -                                                 |
| 1998                                              | 283                                               | 10                                                | 11                                                |
| 1999                                              | 111                                               | 18                                                | 13                                                |
| 2000                                              | 202                                               | -                                                 | -                                                 |
| 2001                                              | 220                                               | -                                                 | -                                                 |
| 2002                                              | 275                                               | -                                                 | -                                                 |
| 2003                                              | 123                                               | -                                                 | -                                                 |
| 2004                                              | 195                                               | -                                                 | -                                                 |
| 2005                                              | 187                                               | -                                                 | -                                                 |
| 2006                                              | 128                                               | -                                                 | -                                                 |
| 2007                                              | 133                                               | -                                                 | -                                                 |
| 2008                                              | -                                                 | -                                                 | -                                                 |
| 2009                                              | 124                                               | -                                                 | -                                                 |
| 2010                                              | -                                                 | -                                                 | -                                                 |
| 2011                                              | -                                                 | -                                                 | -                                                 |
| 2012                                              | 171                                               | -                                                 | -                                                 |
| 2013                                              | 194                                               | -                                                 | -                                                 |
| 2014                                              | 214                                               | -                                                 | -                                                 |
| 2015                                              | 160                                               | -                                                 | -                                                 |
| 2016                                              | 184                                               | -                                                 | -                                                 |
| 2017                                              | 182                                               | -                                                 | -                                                 |
| 2018                                              | 168                                               | -                                                 | -                                                 |
| 2019                                              | 175                                               | -                                                 | -                                                 |
| 2020                                              | 128                                               | -                                                 | -                                                 |
| 2021                                              | -                                                 | -                                                 | -                                                 |
| 2022                                              | 193                                               | 126                                               | 100                                               |
| 2023                                              | 234                                               | 135                                               | 134                                               |
| 2024                                              | 163                                               | 147                                               | 166                                               |

0,0: Brussel-Zuid ·
3,9: Vorst-Zuid ·
6,0: Ruisbroek ·
9,1: Lot ·
11,1: Buizingen ·
13,6: Halle ·
16,0: Lembeek ·
18,1: Tubeke-Noord ·
18,7: Tubeke ·
20,9: Stéhoux ·
23,7: Hennuyères ·
25,5: Hennuyères-Village ·
29,6: 's-Gravenbrakel ·
35,8: Zinnik ·
41,1: Neufvilles ·
44,8: Masnuy-Saint-Pierre ·
48,6: Jurbeke ·
51,6: Erbisoeul ·
54,6: Ghlin ·
57,5: Nimy-Maisières ·
60:3: Bergen ·
62,2: Cuesmes ·
67,1: Frameries ·
69,4: Genly ·
71,2: Blaregnies ·
74,9: Quévy